# Đoàn Xuân Lôi
Đoàn Xuân Lôi (chữ Hán: 段春雷) người làng Ba Lỗ, xã Tân Phúc (nay là thôn Trâu Lỗ, xã Mai Đình, huyện Hiệp Hòa, tỉnh Bắc Giang, nhưng chú thích số 1226 của Đại Việt sử ký toàn thư lại ghi là Huyện Tân Phúc: sau là huyện Đa Phúc, nay thuộc huyện Sóc Sơn, Hà Nội.), đỗ Thái học sinh khoa thi năm Xương Phù thứ 8 (Giáp Tý, 1384). Sách Đại Việt Sử ký bản kỷ toàn thư chép "Giáp Tý, [Xương Phù] năm thứ 8 [1384], (Minh Hồng Vũ năm thứ 17). Mùa xuân, tháng 2, Thượng hoàng cho thi thái học sinh ở chùa Vạn Phúc núi Tiên Du, [lấy đỗ] bọn Đoàn Xuân Lôi, Hoàng Hối Khanh... 30 người.". Tại Văn miếu Bắc Ninh, bia số 1 ghi ông là trạng nguyên, nhưng trong Đại Việt Sử ký toàn thư và danh sách các trạng nguyên lại không thấy ghi điều này.

## Tiểu sử
Trong tháng 2 âm lịch năm 1384, thượng hoàng Trần Nghệ Tông mở khoa thi Thái học sinh ở chùa Vạn Phúc, núi Tiên Du, Bắc Ninh. Trong khoa thi này, Đoàn Xuân Lôi đã đỗ đầu. Đoàn Xuân Lôi là người họ Đoàn ở làng Trâu Lỗ, xã Mai Đình, huyện Hiệp Hòa, tỉnh Bắc Giang. Dòng họ này vốn quê cha đất tổ ở Thanh Hoá, di cư ra Bắc rồi cư trú ở Trâu Lỗ. Đến đời Xuân Lôi thì phát Trạng. Về việc này tấm bia ghi chép về Đoàn Xuân Lôi ở làng Trâu Lỗ có chép: "Ông họ Đoàn, tên huý là Xuân Lôi. Bản quán ở đất Thanh Hoá. Cha ông đến cư trú ở Trâu Lỗ đã mấy đời".
Sau khi đỗ kỳ thi thái học sinh, Đoàn Xuân Lôi được cử làm quan chức Quốc tử trợ giáo, dạy ở Quốc tử giám, nổi tiếng văn thơ. Tính ông khẳng khái không kiêng dè ai cả.
Tháng 12 năm 1392, khi Hồ Quý Ly - lúc đó là Đồng binh chương sự, Phụ chính thái sư, họ ngoại của Trần Nghệ Tông - soạn sách Minh đạo gồm 14 thiên dâng lên vua, bàn một số việc của các bậc tiên thánh. Vua ban chiếu dụ khen nhưng ông là người dâng thư nói bàn như thế là không phải. Ông bị giáng chức xuống làm Thông phán và đày đi Ái Châu, Thanh Hoá. Đồng thời, trạng nguyên Đào Sư Tích là người hay lui tới đọc sách với ông cũng bị giáng chức xuống làm làm Trung thị lang đồng tri thẩm hình viện sự.
Về sự kiện này, sách "Đại Việt Sử ký bản kỷ toàn thư" chép: "Nhâm Thân, năm thứ 5 (1392). (Minh, năm Hồng Vũ thứ 25). Tháng 12... Quý Ly soạn sách Minh đạo gồm 14 thiên dâng lên. Đại lược cho Chu Công là tiên thánh, Khổng Tử là tiên sư. Văn Miếu đặt tượng Chu Công ở chính giữa, nhìn về phương nam, Khổng Tử ở phía bên, nhìn về phương tây. Cho sách Luận ngữ có bốn chỗ đáng ngờ, như Khổng Tử ra mắt nàng Nam Tử, Khổng Tử bị hết lương ở nước Trần, Công Sơn Phất Nữu cho gọi, mà Khổng Tử đều muốn tới giúp... cho Hàn Dũ là "đạo nho"; cho bọn Chu Mậu Thúc, Trình Di, Dương Thi, La Trọng Tố, Lý Diên Bình, Chu Tử, tuy học rộng nhưng ít tài, không sát với sự việc, chỉ thạo cóp nhặt [văn chương người xưa]. Thượng hoàng ban chiếu dụ khen. Quốc tử trợ giáo Đoàn Xuân Lôi dâng thư nói bàn thế là không phải, bị đày đi châu gần. (Xuân Lôi người xã Ba Lỗ, huyện Tân Phúc, là người thông minh, nhanh trí, hiểu biết, có kinh nghiệm, sau làm quan đến Trung thư hoàng môn thị lang kiêm tri Ái Châu thông phán, chết tại chức). [Xuân Lôi] khai là Đào Sư Tích có xem thư ấy, nên Sư Tích bị giáng làm Trung thị lang đồng tri thẩm hình viện sự.
Về sau ông được phục chức, làm đến Trung thư hoàng môn thị lang, kiêm Thông phán ở Ái Châu, ít lâu ông bệnh, mất tại chức. Sau đem về Trâu Lỗ cát táng, mộ nay vẫn còn.
Văn chương, tư tưởng ông nức tiếng một thời. Năm 1397, Hồ Quý Ly ép Trần Thuận Tông rời đô vào Thanh Hóa gọi là Tây Đô. Khi Hồ Quý Ly đang chỉ huy xây thành, có nông dân bắt được một con sâu hình dạng giống lá cây, dâng lên vua. Triều đình cho điềm lành của kinh đô mới, đặt tên sâu ấy là con ngựa lá (diệp mã nhi). Nhân đó các danh sĩ đều làm phú chúc tụng. Đoàn Xuân Lôi được dịp, ông làm bài thơ "Diệp mã nhi phú" (Phú con bọ ngựa) để đả kích Hồ Quý Ly. Bài phú của ông tuyệt diệu, chứa đựng nội dung đả kích sâu cay, lời rang rảng có nhiều câu kì lạ (xem nguyên văn bài thơ ở dưới).
Làng Trâu Lỗ trước kia tên là làng Sổ. Các cụ trong làng lý giải tên làng là do quân Tống tàn phá coi như không còn làng - làng bị xóa sổ. Sau cuộc kháng Tống lần thứ nhất thắng lợi năm 981, làng mới tái lập lại và đặt tên là làng Sổ để ghi nhớ sự kiện bi thương. Thời làm quan trong triều, Đoàn Xuân Lôi muốn làng mình giữ được truyền thống hiếu học, khoa bảng, truyền thống nho giáo (đạo Khổng Tử và Mạnh Tử), nên ông đã tâu với nhà vua xin đổi tên làng Sổ thành làng Trâu Lỗ vì đất Trâu thuộc nước Lỗ là quê hương của đức Khổng Tử và Mạnh Tử. Được vua chuẩn y, tên làng Trâu Lỗ có từ đó cho tới ngày nay.

## Diệp mã nhi phú
葉馬兒賦 (Hán văn)
維大鈞之播物，賦么鉅之萬殊。
彼蠕蝡與薈蕞，紛動植之難俱。
荷葉上之馬兒，因假合而成軀。
覆葉而背兮，文有倫而有脊；仰葉而腹兮，綠非槁而非枯。
兩角圭尖，似剪桐而為戲；四蹄霜薄，類刻楮而成模。
具體而微，巉首昂而臆廣；寓形莫瓣，混枝綴而英敷。
蔽芾視之而不見，肖翹乍有而乍無。
謂為抱葉之蟬，而嘒鳴之匪匹；譬則化莊之蝶，又腹背而非徒。
豈蕉鹿之荒說，曷茅麇之厚誣。
認天降葉身之瑞虫，而其狀有類乎龍駒也。
想夫：
長林蕭颯，葉動千甲。
勁氣砥兮扶疏，剛風振兮騰踏。
非關御轡，孰騏驥之可拘；知幾春秋，笑蟪蛄之相狎。
飄梧桐而飛去，冀北群空；磨楊柳而相依，華陽息捷。
盍歸禮義之大閑，誓委輕微而報答。
爾乃：
昔遯荒野，今來洞天。
辭草木之俱腐，矜畜養之大恩。
棲蹤乎瓊枝之上，息影於珠簾之前。
夕飲木蘭之甘露，朝餐紫府之祥煙。
一顧而價增百倍，親指而如著先鞭。
竊觀夫化工肖形之巧妙，而知夫賢相造化之大全。
嗟夫！
人之有常，時登至治。
既保合於太和，宜諸福之畢至。
天降斯虫，豈無深意。
馬如厥狀，視君子之得與；葉作其身，見蒼生之大庇。
且：
馬者龍也，符開地之無疆；葉者茂也，兆本支之百世。
矧斯虫也：產於金甌之上，曜於洞天之地。
適當靈臺經始之初，出應洛邑宅中之際。
微物遭逢，億年關係。
駑材何幸，睹斯休美。
感腐木之再生，苛識道之不鄙。
叨鳳池金馬之榮，造閬苑蓬壼之秘。
顧雕虫刻篆之匪工，賦得賢為上瑞。
Diệp mã nhi phú (phần dịch âm)
Duy đại quân chi bá vật, phú yêu cự chi vạn thù.
Bỉ nhuyễn nhuyễn dữ oái tối, phân động thực chi nan câu.
Hà diệp thượng chi mã nhi, nhân giả hợp nhi thành khu.
Phúc diệp nhi bối hề, văn hữu luân nhi hữu tích; ngưỡng diệp nhi phúc hề, lục phi cảo nhi phi khô.
Lưỡng giác khuê tiêm, tự tiễn đồng nhi vi hí; tứ đề sương bạc, loại khắc chử nhi thành mô.
Cụ thể nhi vi, sàm thủ ngang nhi ức quảng; ngụ hình mạc biện, hỗn chi xuyết nhi anh phu.
Tế phất thị chi nhi bất kiến, tiêu kiều sạ hữu nhi sạ vô.
Vị vi bão diệp chi thiền, nhi uế minh chi phỉ thất; thí tắc hoá Trang chi điệp, hựu phúc bối nhi phi đồ.
Khởi tiêu lộc chi hoang thuyết, hạt mao quân chi hậu vu.
Nhận thiên giáng diệp thân chi thuỵ trùng, nhi kỳ trạng hữu loại hồ long câu dã.
Tưởng phù:
Trường lâm tiêu táp, diệp động thiên giáp.
Kính khí chỉ hề phù sơ, cương phong chấn hề đằng đạp.
Phi quan ngự bí, thục kỳ ký chi khả câu; tri kỷ xuân thu, tiếu huệ cô chi tương hiệp.
Phiêu ngô đồng nhi phi khứ, Ký Bắc quần không; ma dương liễu nhi tương y, Hoa Dương tức tiệp.
Hạp quy lễ nghĩa chi đại nhàn, thệ uỷ khinh vi nhi báo đáp.
Nhĩ nãi:
Tích độn hoang dã, kim lai động thiên.
Từ thảo mộc chi câu hủ, căng súc dưỡng chi đại ân.
Thê tung hồ quỳnh chi chi thượng, tức ảnh ư châu liêm chi tiền.
Tịch ẩm mộc lan chi cam lộ, triều xan tử phủ chi tường yên.
Nhất cố nhi giá tăng bách bội, thân chỉ nhi như trước tiên tiên.

Thiết quan phù hoá công tiêu hình chi xảo diệu, nhi tri phù hiền tướng tạo hoá chi đại toàn.
Ta phù!
Nhân chi hữu thường, thời đăng chí trị.
Ký bảo hợp ư thái hoà, nghi chư phúc chi tất chí.
Thiên giáng tư trùng, khởi vô thâm ý.
Mã như quyết trạng, thị quân tử chi đắc dư; diệp tác kỳ thân, kiến thương sinh chi đại tý.
Thả:
Mã giả long dã, phù khai địa chi vô cương; diệp giả mậu dã, triệu bản chi chi bách thế.
Thẩn tư trùng dã: sản ư Kim Âu chi thượng, diệu ư động thiên chi địa.
Thích đương Linh Đài kinh thủy chi sơ, xuất ứng Lạc Ấp trạch trung chi tế.
Vi vật tao phùng, ức niên quan hệ.
Nô tài hà hạnh, đổ tư hưu mỹ.
Cảm hủ mộc chi tái sinh, hà thức đạo chi bất bỉ.
Thao Phượng Trì Kim Mã chi vinh, tạo Lang Uyển Bồng Khổn chi bí.
Cố điêu trùng khắc triện chi phỉ công, phú đắc hiền vi thượng thụy.
Bản dịch của Nguyễn Đức Vân và Phạm Đức Duật
Phú con ngựa lá
Kìa tạo hoá sinh ra muôn vật, phú cho hình lớn nhỏ khác nhau.
Kìa là sâu hay lá khôn phân, động hay thực khó bề biết được.
Sao con ngựa ở trên lá nọ, do kết hợp giả mà thành hình.
Úp lá xuống thì lưng thành loài có vằn có sống, ngửa lá lên thù bụng màu lục không héo không khô.
Hai sừng nhọn như ngọc, tựa hái lá vông là đồ chơi; bốn móng sáng như sương, tựa chạm gỗ chử làm hình mẫu.
Thân đủ mà nhỏ con, cao đầu mà rộng ngực; náu hình không phân biệt, càng kết hay hoa phô.
Hình nhỏ nên nhìn khó thấy, mỏng manh chợt có chợt không.
Thấy ôm lá bảo là ve sao lại tiếng kêu không giống, tưởng Trang Chu cho là bướm thế mà lưng bụng khôn so.
Phải chăng lá chuối che hươu, thuyết xưa hoang đản; hay cũng con nai bọc cỏ, câu chuyện nói vu vơ.
Phải nhận rằng trời giáng con sâu điềm tốt, mà hình trạng như loài ngựa rồng.
Nhớ khi:
Rừng rậm rạt rào, lá ngàn lác đác.
Khi sắc re re, gió sường xào xạc.
Không dùng cương ngựa, ai hay giữ được ngựa tài; biết mấy xuân thu, cười mãi lờn cùng ve xác.
Vút cành khô mà vỗ cánh, Ký Bắc sạch không;...
... không về; dù thân mọn xin thề báo đáp.
Nghĩ mày:
Xưa trốn nơi đồng rậm, nay tới chốn đồng trời.
Không chịu với cỏ cây cùng nát, kính mến vì ơn lớn dưỡng nuôi.
Trên cành ngọc đặt chân nương tựa, trước rèm châu dừng bóng nghỉ ngơi.
Chiều uống móc ngọt cây mộc lan, sáng hớp khói lành nơi phủ tía.
Một liếc, thành gấp trăm giá bội; chỉ tay, mà đi đứng phất roi.
Đặc ngoài phương tướng mạo để phân biệt đực cái, đen vàng; tránh khỏi sự ngửa nghiêng của mọi lẽ thở ăn, đi đứng.
Trộm thấy hoá công tạo vật rất tài, biết rằng hiền tướng dựng xây thật khéo.
Than ôi!
Người vốn lâu dài, thời đang thịnh trị.
Đã hay giữ được thái hoà, lại đáng tụ về muôn phúc.
Trời sinh sâu này, há không có ý.
Dáng hình con ngựa, tỏ rằng quân tử được xe; kết lá làm nên, thấy được nhân dân nhờ cậy.
Vả chăng:
Ngựa là rồng vậy, ứng điềm mở đất vô cùng; lá tựa tốt tươi, tỏ triệu dòng truyền bách thế.
Huống giống sâu này: sinh ra trên đất Kim Âu, rạng rỡ ở nơi thiên động.
Nhằm Linh Đai vừa lúc xây nền, gặp Lạc Ấp đang khi dựng móng.
Gặp giống côn trùng, muôn năm hệ trọng.
Thân thấp hèn may được thái bình, điểm tốt đẹp mở tầm mắt rộng.
Cảm thân gỗ mục mà được tái sinh, gánh vác nặng nề kể chi chết sống.
Phương Trì, Kim Mã nhận thưởng vinh, Lãnh Uyển, Bồng Hồ cửu tiên lồng lộng.
Tài chạm trùng khắc triện vẫn biết chửa thông, phú tìm được tôi hiền kính dâng lời tụng.